# Saint-Fort-sur-Gironde
Saint-Fort-sur-Gironde é uma comuna francesa localizada no departamento de Charente-Maritime na região administrativa da Nova Aquitânia, no sudoeste da França.